# Trichoniscoides breuili
Trichoniscoides breuili är en kräftdjursart som beskrevs av Albert Vandel 1952B. Trichoniscoides breuili ingår i släktet Trichoniscoides och familjen Trichoniscidae. Inga underarter finns listade i Catalogue of Life.